# ATP Challenger Sacramento
Das ATP Challenger Sacramento (offizieller Name: Sacramento Challenger, früher RelyAid Natomas Challenger) war ein von 2005 bis 2015 jährlich stattfindendes Tennisturnier in Sacramento, Kalifornien. Es war Teil der ATP Challenger Tour und wurde im Freien auf Hartplatz ausgetragen. David Martin und John-Patrick Smith konnten das Turnier je zweimal im Doppel gewinnen. Donald Young gelangen im Einzel ebenfalls zwei Titel.

## Liste der Sieger

### Einzel
| Jahr | Sieger           | Finalgegner      | Ergebnis      |
| ---- | ---------------- | ---------------- | ------------- |
| 2015 | Taylor Fritz     | Jared Donaldson  | 6:4, 3:6, 6:4 |
| 2014 | Sam Querrey      | Stefan Kozlov    | 6:3, 6:2      |
| 2013 | Donald Young (2) | Tim Smyczek      | 7:5, 6:3      |
| 2012 | James Blake      | Mischa Zverev    | 6:1, 1:6, 6:4 |
| 2011 | Ivo Karlović     | James Blake      | 6:4, 3:6, 6:4 |
| 2010 | John Millman     | Robert Kendrick  | 6:3, 6:2      |
| 2009 | Santiago Giraldo | Jesse Levine     | 7:64, 6:1     |
| 2008 | Donald Young (1) | Robert Kendrick  | 6:4, 6:1      |
| 2007 | Wayne Odesnik    | Lu Yen-hsun      | 6:2, 6:3      |
| 2006 | Paul Goldstein   | Rajeev Ram       | 7:6, 4:6, 7:5 |
| 2005 | Rik De Voest     | Phillip Simmonds | 3:6, 6:3, 6:4 |

### Doppel
| Jahr | Sieger                             | Finalgegner                          | Ergebnis           |
| ---- | ---------------------------------- | ------------------------------------ | ------------------ |
| 2015 | Blaž Kavčič Grega Žemlja           | Daniel Brands Dustin Brown           | 6:1, 3:6, [10:3]   |
| 2014 | Adam Hubble John-Patrick Smith (2) | Peter Polansky Adil Shamasdin        | 6:3, 6:2           |
| 2013 | Matt Reid John-Patrick Smith (1)   | Jarmere Jenkins Donald Young         | 7:61, 4:6, [14:12] |
| 2012 | Tennys Sandgren Rhyne Williams     | Devin Britton Austin Krajicek        | 4:6, 6:4, [12:10]  |
| 2011 | Carsten Ball Chris Guccione        | Nicholas Monroe Jack Sock            | 7:63, 1:6, [10:5]  |
| 2010 | Rik De Voest Izak van der Merwe    | Nicholas Monroe Donald Young         | 4:6, 6:4, [10:7]   |
| 2009 | Lester Cook David Martin (2)       | Santiago González Travis Rettenmaier | 4:6, 6:3, [10:5]   |
| 2008 | Brian Battistone Dann Battistone   | John Isner Rajeev Ram                | 1:6, 6:3, [10:4]   |
| 2007 | Robert Kendrick Brian Wilson       | John Paul Fruttero Sam Warburg       | 7:5, 7:68          |
| 2006 | Paul Goldstein Jeff Morrison       | Amer Delić Brian Wilson              | 6:1, 6:3           |
| 2005 | Scott Lipsky David Martin (1)      | John Paul Fruttero Mirko Pehar       | 6:4, 6:4           |